# Parapsammophila
Parapsammophila (лат.) — род роющих ос (Sphecidae), включающий более 20 видов.

## Описание
Крупные осы длиной около 17—52 мм. Тело стройное, с прозрачными перепончатыми крыльями. Самка с псаммофором. Тазики средних ног сближенные. Первый тергит первого сегмента брюшка очень длинный, сжат с боков. 

## Распространение
Африка (большая часть видов), южная Палеарктика, Индия (2 вида),Филиппины (1 вид), Австралия (1 вид).

## Систематика
Более 20 видов. Род из трибы Ammophilini.
- Parapsammophila miles (Taschenberg, 1869) typus
  - [= Ammophila cyanipennis Lepeletier de Saint Fargeau, 1845]
- Parapsammophila caspica (Gussakovskij, 1930)
- Parapsammophila eremophila (Turner, 1910)